# أنتيفاشيستشه أكتسيون
Antifaschistische Aktion أنتيفاشستيتش أكتيون (تُلفظ بالألمانية: [ˌantifaˈʃɪstɪʃə ʔakˈtsi̯oːn] ، والمعروفة اختصار Antifa (تُلفظ بالألمانية: [ˈantifaː]، هي منظمة تابعة للحزب الشيوعي الألماني التي كانت موجودة في الفترة من 1932 إلى 1933.
تحت قيادة إرنست تلمان، أصبح الحزب الشيوعي حزبًا ستالينيًا قويًا، وكان خاضعًا لسيطرة وبتمويل كبير من قبل القيادة السوفيتية منذ عام 1928؛ تبنى الحزب بأنه «الحزب الوحيد المناهض للفاشية» في حين اعتبر جميع الأحزاب الأخرى، وخاصة الحزب الاشتراكي الديمقراطي (SPD)، «فاشيًا».  لم ينظر الحزب الشيوعي إلى «الفاشية» كحركة سياسية، ولكن في المقام الأول كمرحلة أخيرة للرأسمالية، وبالتالي فإن «معاداة الفاشية» كانت مرادفة لمعاداة الرأسمالية. صرح الحزب الشيوعي بأن «محاربة الفاشية تعني محاربة الحزب الاشتراكي الديمقراطي بقدر ما يعني محاربة هتلر وبرونينج.»  في عام 1929 تم حظر المجموعة شبه العسكرية روتير فرونتكامبربوند التابعة لأنتيفاشستيتش أكتيون باعتبارها متطرفة من قبل الديمقراطيين الاجتماعيين الحاكمين. تشكلت أنتيفاشستيش أكتيون كخطوة مضادة لمؤسسة الديمقراطيين الاشتراكيين للجبهة الحديدية في عام 1931، والتي اعتبرها أنتيفاشستيتش أكتيون «منظمة إرهابية فاشية اجتماعية». كانت أنتيفاشستيتش أكتيون جزءًا لا يتجزأ من الحزب الشيوعيوكانت نشطة خلال الانتخابات في عام 1932. خلال فترة وجودها القصيرة، ركزت أنتيفاشستيتش أكتيون على مهاجمة الديمقراطيين الاجتماعيين، كما رآهم الحزب الشيوعي على أنهم الفاشيين الأكثر خطورة وقدرة؛ نظر الحزب إلى الحزب النازي باعتباره حزبًا فاشيًا أقل تطوراً وأقل شرًا مقارنةً بالحزب الاشتراكي الديمقراطي، وفي بعض الأحيان تعاون معهم في مهاجمة الديمقراطيين الاجتماعيين.
في عصر ما بعد الحرب، شكلت المنظمة التاريخية مجموعات وشبكات جديدة، والمعروفة باسم حركة Antifa الأوسع، التي يستخدم الكثير منها جماليات أنتيفاشستيتش أكتيون التاريخية، وخاصة اسمها المختصر "Antifa" ونسخة معدلة من شعارها.

## خلفية

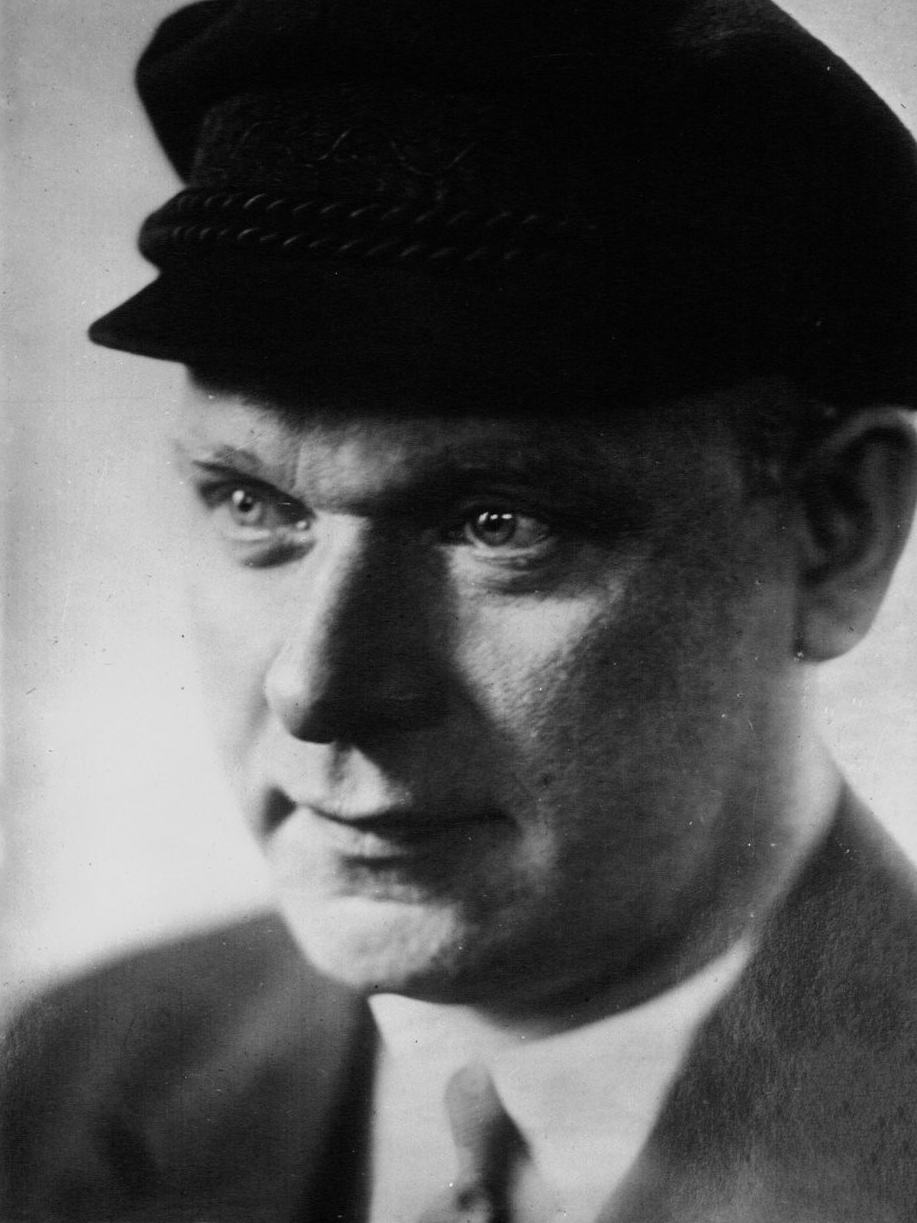
تحت قيادة إرنست تلمان، أصبح الحزب حزبًا ستالينيًا عنيفًا، واعتبر الحزب الاشتراكي الديموقراطي خصمًا رئيسيًا.

شهدت أواخر العشرينات وأوائل الثلاثينيات توترات متصاعدة بشكل رئيسي بين ثلاث مجموعات، الحزب الشيوعي الألماني (KPD) من جانب والحزب النازي من جهة أخرى، وتحالف الأحزاب الحاكمة، وخاصة الديمقراطيين الاجتماعيين والليبراليين، على الجانب الآخر.  كانت برلين على وجه الخصوص موقعًا لمصادمات منتظمة وغالبًا ما تكون عنيفة جدًا. سعى كل من الشيوعيين والنازيين بشكل واضح إلى الإطاحة بالديمقراطية الليبرالية في جمهورية فايمار، في حين دافع الاشتراكيون الديمقراطيون والليبراليون بقوة عن الجمهورية ودستورها. كجزء من هذا الصراع، نظمت الفصائل الثلاثة مجموعاتها شبه العسكرية.

## تأسيس انتيفا
بعد مشاجرة في منطقة لاندتاج بروسيا بين أعضاء الحزب النازي والشيوعيين، تسببت في إصابة ثمانية أشخاص بجروح خطيرة  كان رد فعل الحزب الشيوعي تحت قيادة ثالمان بإنشاء جبهة هارزبورغ والجبهة الحديدية وبعد فترة وجيزة قاموا بإعادة التسمية إلى أنتيفاشيستشه أكتسيون.